# Hermine Overbeck-Rohte

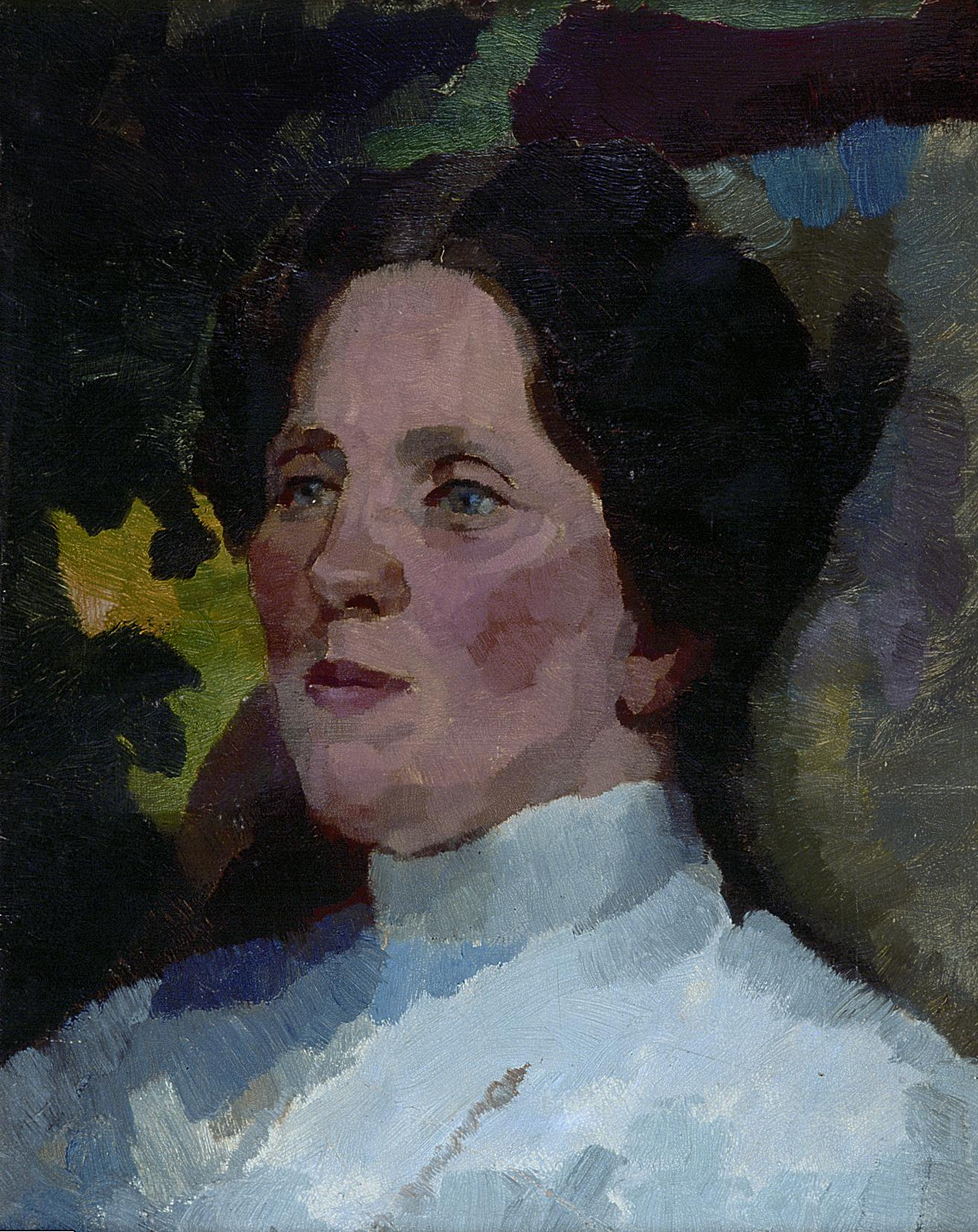
Paul Schroeter: Hermine Overbeck-Rohte

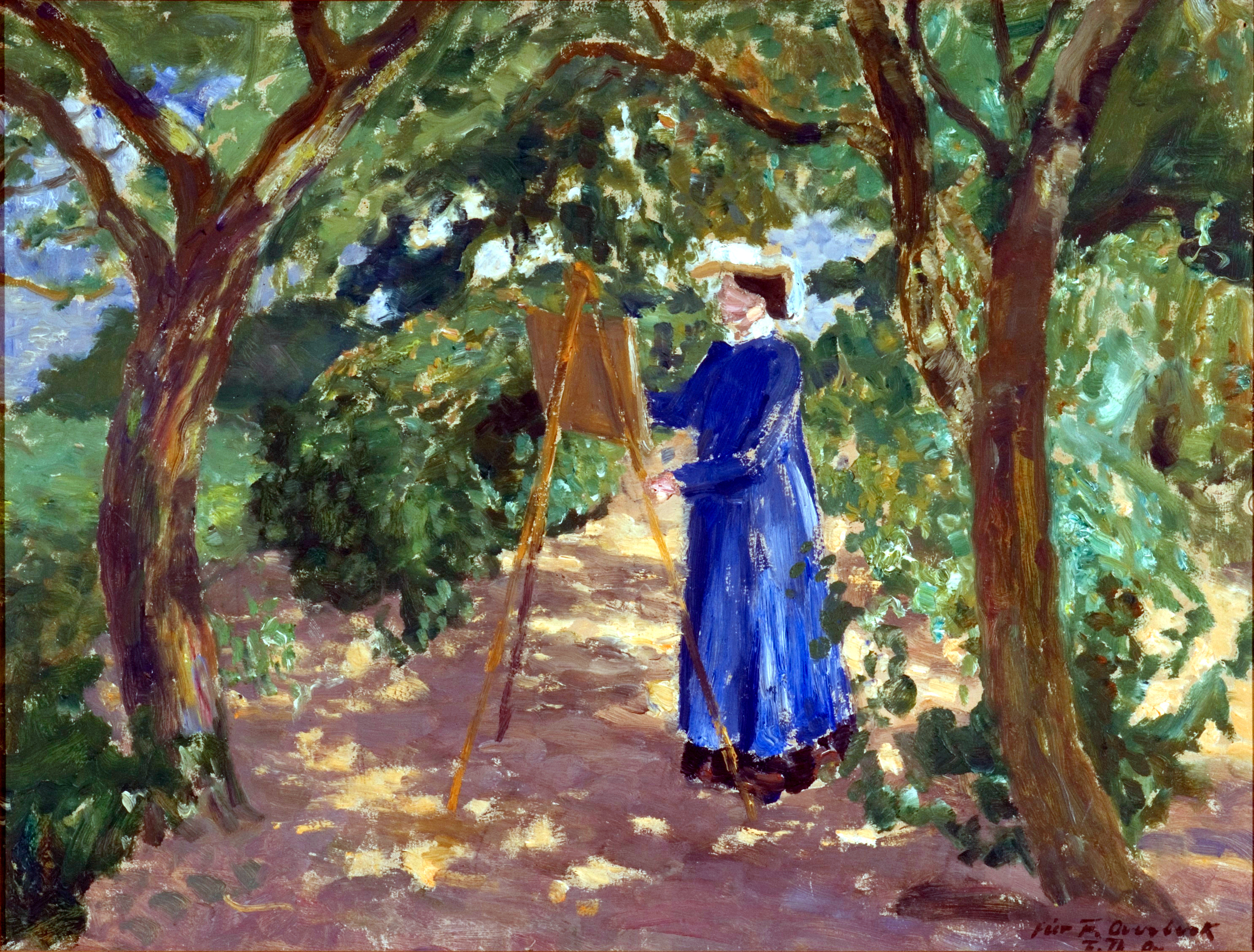
Fritz Overbeck: Hermine con un delantal de pintura azul, 1906

Hermine Overbeck-Rohte (* 24. enero de 1869 en Walsrode como Hermine Rohte; † 29 de julio de 1937 en Bremen) fue una pintora de paisajes alemana y esposa del pintor Fritz Overbeck.

## Biografía

### Primeros años

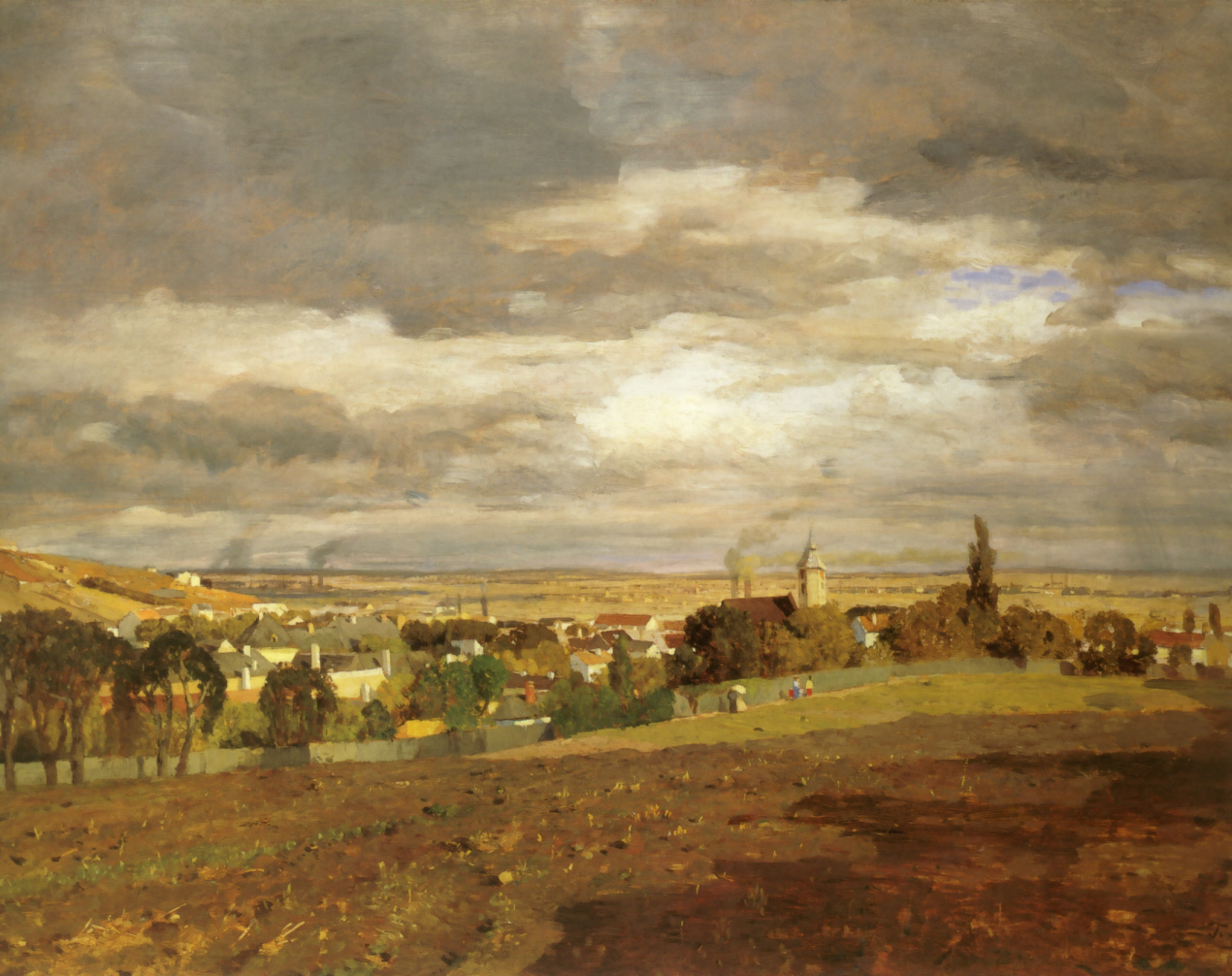
Tina Blau: Vista de Heiligenstadt, 1893–1897

Hermine Rohte era la menor de los seis hijos del fabricante de cuero Karl Heinrich Rohte y su esposa Elise. Como colegiala en Walsrode, recibió lecciones privadas de pintura y deseaba convertirse en artista desde una edad temprana, pero su familia no estaba de acuerdo. Su madre y su hermano mayor. – el padre había muerto en 1881 – enviaron a Hermine, de catorce años, a vivir con una de sus hermanas en Itzehoe para aprender las tareas domésticas. Luego se formó como enfermera en el Instituto Deaconess en Hannover. Al hacerlo, se inclinó ante los deseos de la familia, pero en su tiempo libre continuó dedicándose a la pintura y asistió a los cursos de pintura del paisajista de Hannover Paul Koken (1853-1910), que reconoció su talento y le aconsejó que se familiarizara con el nuevo medio de la fotografía y que fuera a la academia de mujeres de la asociación de artistas de Múnich. Sin embargo, de acuerdo con los deseos de su familia, tomó trabajo como maestra con la familia del Prof. Bürkner en Gotinga.
A la edad de veintitrés años, Hermine Rohte se afirmó y se mudó a Múnich en 1892. Allí estudió pintura de paisaje y bodegones en la academia de mujeres de la asociación de artistas hasta 1896, entre otras con la gran paisajista austriaca Tina Blau. En 1892 y 1893 participó en la exposición de arte anual de la Asociación de Arte de Hanover y vendió allí una de sus pinturas.

### Punto de inflexión

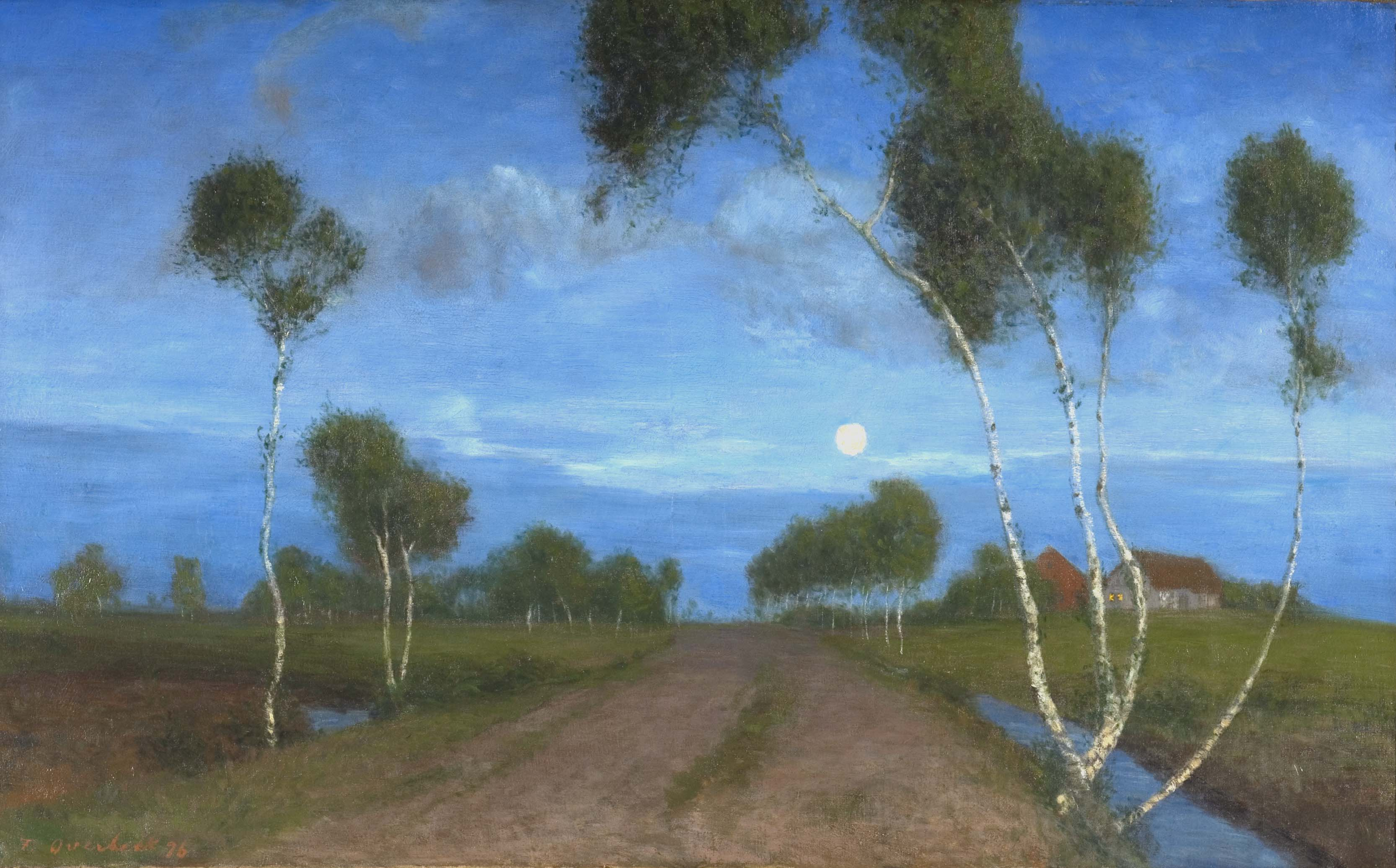
Fritz Overbeck: Tarde en el páramo, 1896

La Exposición Internacional de Arte anual en el Glaspalast de Múnich en 1896 marcó un punto de inflexión en la vida artística y privada de Rohte. Descubrió el arte del paisaje del Worpsweder. Quedó particularmente impresionada por Evening on the Moor de Fritz Overbeck. Decidió tomar lecciones de pintura con Fritz Overbeck junto con su colega pintora Marie Bock (1867-1956). Como resultado, ambas viajaron a Worpswede en el mismo año.
En 1896 se comprometió con Fritz Overbeck. Durante el período de compromiso de un año, Fritz Overbeck y Hermine Rohte intercambiaron cartas intensamente. En ellas formuló sus preocupaciones sobre su futuro papel como pintora: Quería seguir siendo una artista por derecho propio, pero vio muy claramente que le quedaría poco tiempo para su propia práctica artística.
A fines de 1896 le escribió a su prometido:
"... ¡Qué feliz me haces! ¡Ojalá pudiera hacerte siempre tan feliz y pudiera ser para ti tanto como me gustaría ser para ti! Tu amor, tu amiga y tu universidad (no te tomes esto último como de presumida, ya sabes lo que significa). ... Creo que mi pintura habrá terminado después de todo; porque no puedes lidiar con el arte de vez en cuando como con un placer de domingo por la tarde, es demasiado grande y demasiado pesado para eso. Además, me mediría contigo y vería una y otra vez que siempre estaría infinitamente lejos de ti, y como somos uno, sería una tontería que una mitad quisiera hacer lo que la otra puede hacer mucho mejor. También tengo la sensación de que estás convencido, en el fondo, de que no sería una pena que lo dejara."

### Traslado a Worpswede
En 1897 se casaron Hermine Rohte y Fritz Overbeck y se mudaron a una casa en Worpswede durante ocho años, en la que ambos tenían su propio estudio. Fue el momento más productivo de Overbeck-Rohte. La mayor parte de su obra fue creada entre 1896 y 1900. En los años que siguieron, se dedicó cada vez más a su familia. En 1898 nació el hijo Fritz Theodor, en 1903 su hija Gerda.
La pareja mantuvo un estrecho contacto con Paul Schroeter y su mujer Grete, así como con Otto Modersohn, con quien viajaron a la Exposición Universal de París en junio de 1900 para visitar también allí a Paula Becker. Después de la muerte inesperada de la primera esposa de Otto Modersohn, Helene, regresaron al tercer día.
En 1904, Hermine Overbeck-Rohte contrajo una tuberculosis pulmonar. Las largas curas de descanso en el sanatorio pulmonar de Oberkaufungen y una cura en casa de su hermana en Itzehoe rara vez le permitieron trabajar artísticamente. Para poder pintar de todos modos, Fritz Overbeck construyó un caballete especial con el que también podía trabajar acostada.

### Mudanza a Vegesack
En julio de 1905, los Overbeck abandonaron Worpswede. La comunidad artística se había roto por desacuerdos y Fritz Overbeck había estado recurriendo a nuevos motivos paisajísticos durante algún tiempo. Fritz y Hermine Overbeck compraron una casa en Bröcken, que estaba al norte de Bremen, cerca de la entonces ciudad independiente de Vegesack (perteneciente a Bremen desde 1946), y la reconvirtieron. En la obra de Hermine Overbeck-Rohte, la casa y el jardín se encuentran repetidamente como motivos artísticos.
Un nuevo brote de tuberculosis pulmonar obligó a Hermine Overbeck-Rohte a una segunda estancia en un sanatorio, desde septiembre de 1908 hasta junio de 1909 en Davos. Nuevamente Fritz Overbeck animó a su esposa a pintar. Fue dada de alta ese verano como curada, pero la pérdida de un pulmón la incapacitó gravemente por el resto de su vida. Tres días después de su regreso a Bröcken, el día 8 de junio de 1909, su esposo murió de un derrame cerebral a la edad de 39 años.

### Últimos años

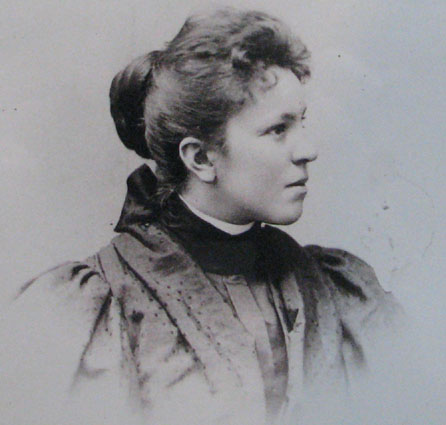
Hermine Overbeck-Rohte

Hermine Overbeck-Rohte tuvo mucho cuidado de preservar el patrimonio artístico de su marido. Solo durante las vacaciones con sus hijos en Föhr, en Sylt y en el Rhön encontró tiempo y ocio para pintar.
Después de la Primera Guerra Mundial, perdió sus activos en efectivo debido a la inflación y aseguró el sustento de su familia alquilando habitaciones. Sólo una vez, después de la guerra, Hermine Overbeck-Rohte pudo dedicarse a pintar. Su hijo Fritz Theodor Overbeck, que más tarde trabajó y vivió como botánico en Hannover, le pidió dibujos de ilustración para su libro Mittelgebirgsflora. No se trataba de arte como lo entendía su madre. La tarea exigía que las plantas se reprodujeran exactamente de la naturaleza.
La tumba de Overbeck-Rohte se encuentra junto con la de Fritz Overbeck en el Waller Friedhof en Bremen.

## Papel como esposa, ama de casa, madre y artista

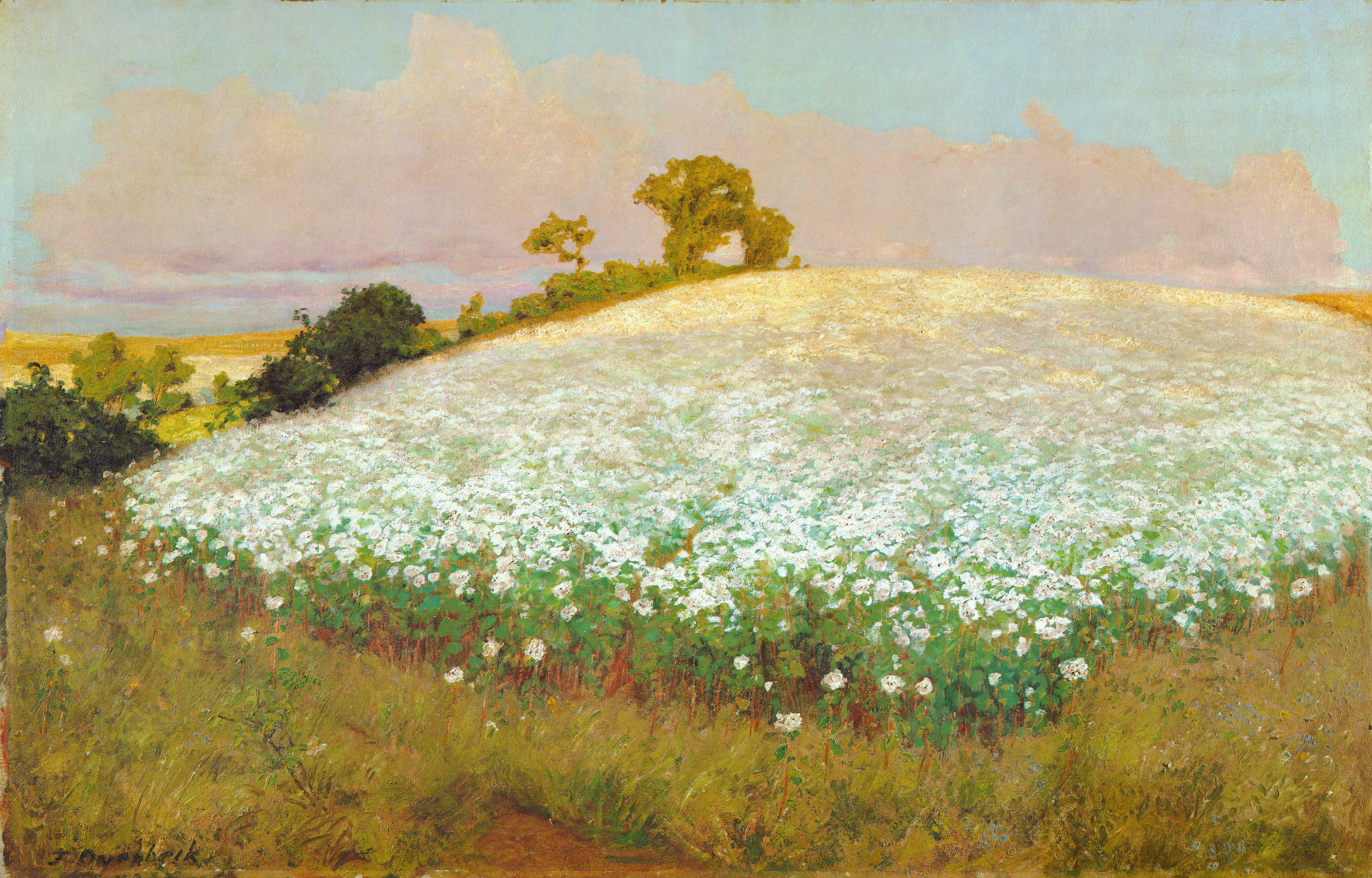
Fritz Overbeck : campo de trigo sarraceno en el Weyerberg, alrededor de 1897

La vida de Hermine Overbeck-Rohte es ejemplar para muchas mujeres en el arte de principios de siglo que sintieron el mismo deseo de convertirse en artistas. Los obstáculos siempre se interpusieron en su camino. Tuvieron que convencer a sus familias, no solo de su talento, sino también para pagar la costosa educación, porque la matrícula en las academias de mujeres era mucho más cara que en las academias estatales.

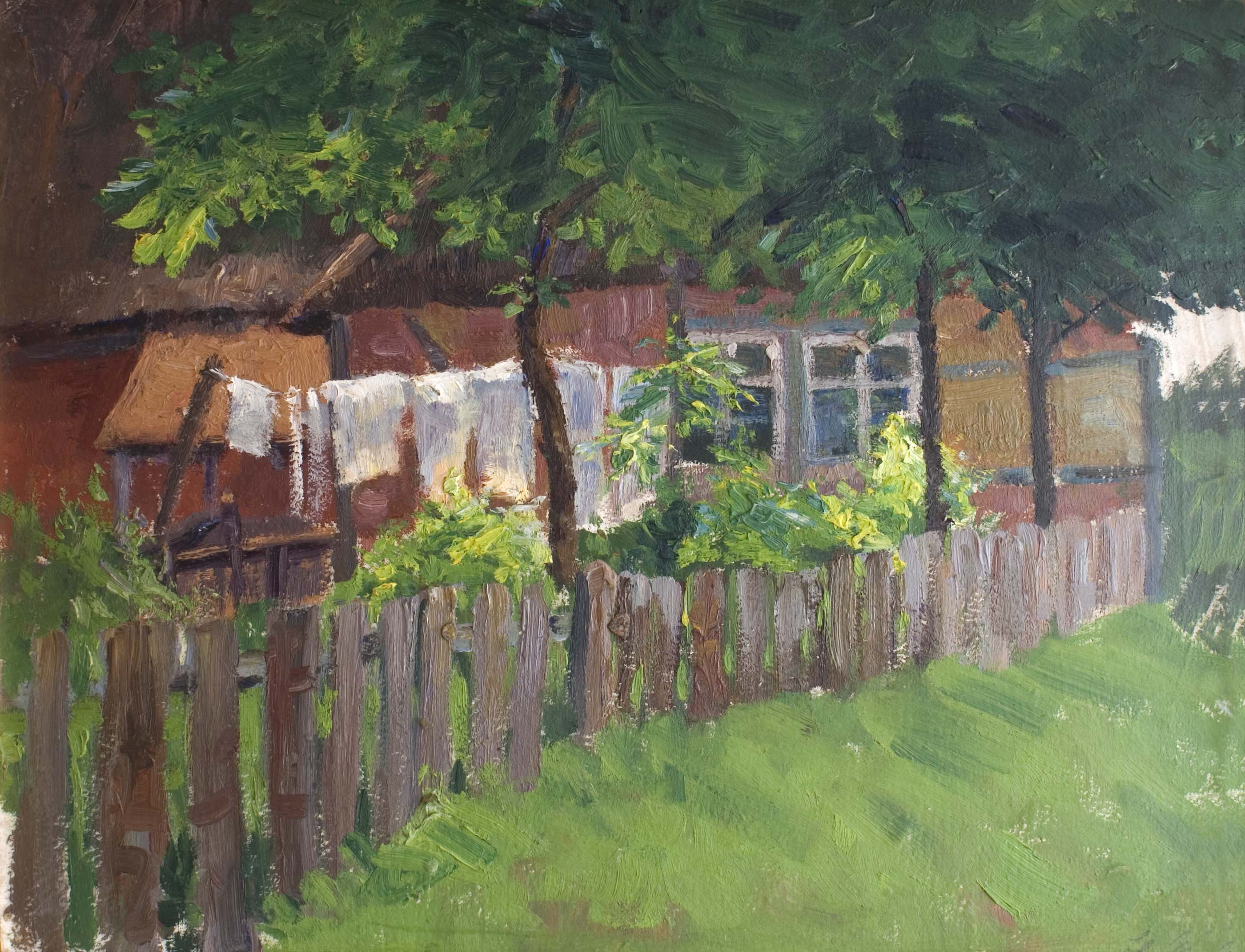
Secado de ropa, 1896

Casarse con un artista no significaba necesariamente el comienzo de una carrera como artista. Las constelaciones de parejas de artistas en Worpswede son buenos ejemplos de las diferentes estructuras de relación entre hombre y mujer, maestro y alumna, artista y artista en ese momento. Las parejas Overbeck, Modersohn y Mackensen, muestran diferentes patrones de relación que son sintomáticos. Herta Mackensen renunció a su carrera a favor de su esposo, mientras que Paula Modersohn-Becker estaba dispuesta a arriesgar su matrimonio por el arte. Hermine Overbeck-Rohte se movió entre estos dos polos. Esperaba suficiente comprensión y aliento de su esposo para poder continuar con su propia pintura, pero también aceptó los roles tradicionales de ama de casa, madre y esposa del artista en la medida de lo posible.
Uno de los focos de su intensa correspondencia fue la discusión profesional de las pinturas en las que estaba trabajando Fritz Overbeck. La opinión y el juicio de su futura esposa eran muy importantes para él. Sin embargo, no fue la artista Hermine quien participó en estas discusiones, sino el artista colega "Hermann". Ya no es posible determinar cuál de los dos inventó el personaje ficticio “Hermann”, que ambos aceptaron.
Extractos de sus cartas muestran cuán importante fue para Hermine Overbeck-Rohte involucrarse intensamente en asuntos artísticos y de ninguna manera solo en los de su esposo. La lucha interna entre la artista y la futura esposa se puede leer en sus cartas. Sin embargo, estaba dispuesta a comprometer y subordinar su propio trabajo artístico al de su marido.
Los temores de Hermine Overbeck-Rohte se hicieron realidad. Incluso sus hijos ya no la reconocían como artista. En Worpswede tampoco hizo público su arte. Aunque Fritz y Hermine Overbeck mantuvieron contactos con los otros artistas de Worpswede, a veces mantuvieron una distancia crítica con ellos y evitaron socializar demasiado. Por ejemplo, no se unieron al círculo de Barkenhoff en torno a Heinrich Vogeler y Rainer Maria Rilke. Se pueden encontrar algunas referencias a Hermine Overbeck-Rohte en las cartas y notas de Paula Modersohn-Becker. Pero no describe a Overbeck-Rohte como artista, sino únicamente como la esposa del pintor Fritz Overbeck. Hermine Overbeck-Rohte tampoco participó en la exposición de algunos estudios de Paula Modersohn-Becker y Marie Bock en la Bremer Kunsthalle en 1899. Esto puede verse como un indicio más de su retiro personal y artístico.

## Obra

### Amor por Worpswede

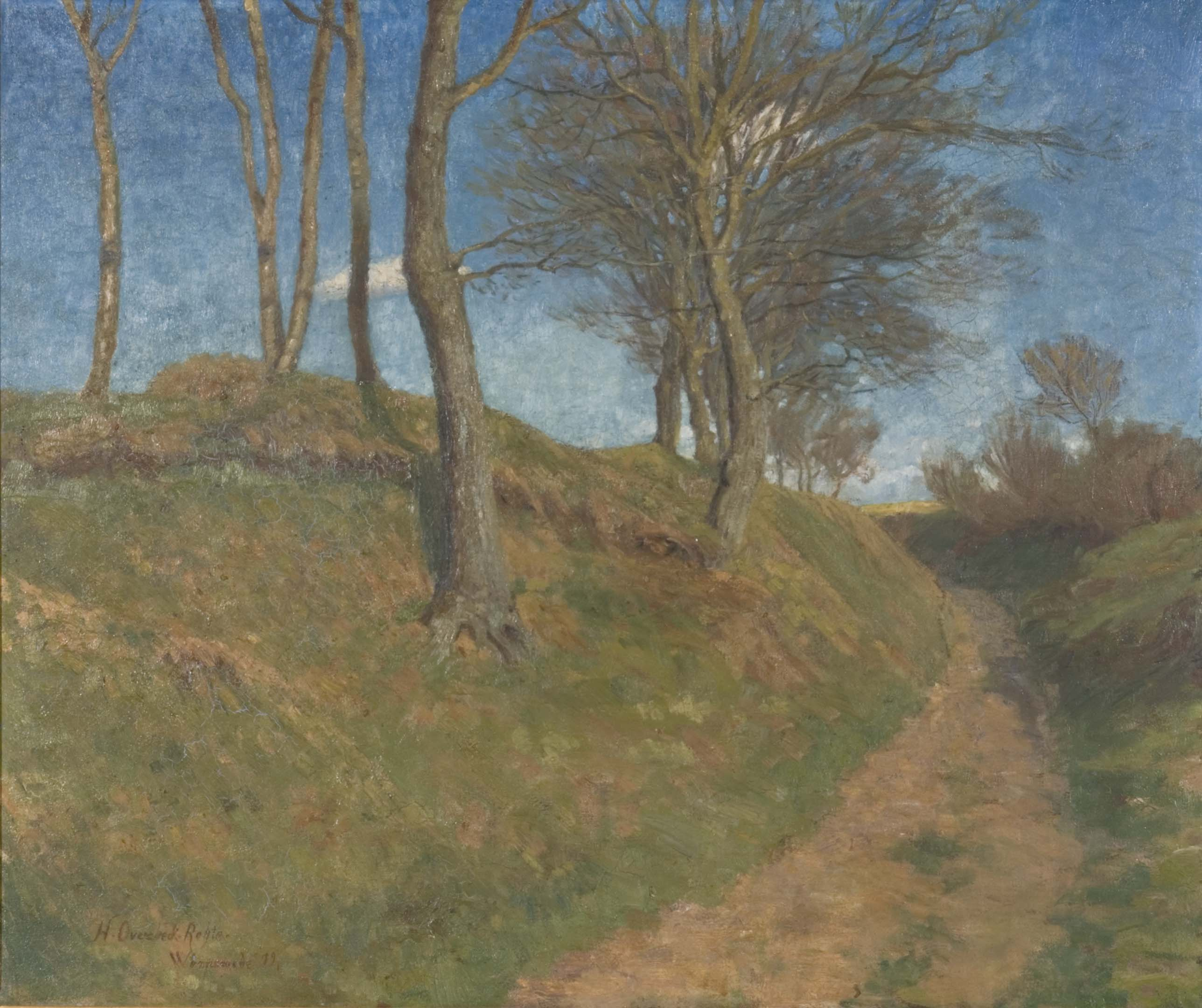
Camino, 1896–1904

Al igual que Fritz Overbeck, Hermine Overbeck-Rohte encontró sus motivos en el paisaje de Worpswede y en el de Weyerberg. También prefiere usar pintura al óleo para plasmar sus impresiones en numerosos estudios sobre cartón directamente en la naturaleza. Hermine Overbeck-Rohte se centró en el estudio y la representación del paisaje. Los seres humanos juegan un papel subordinado en su obra.
Los primeros estudios de Hermine Rohte, que se remontan a los primeros días de Worpswede, como Secado de ropa o En la encrucijada, ya muestran un sentimiento seguro por la composición del cuadro y un trabajo matizado de las zonas de luz y sombra. Los colores preferidos de los pintores de Worpswede – marrón apagado, gris y verde oscuro– encuentran su camino en sus cuadros, pero se caracterizan por una mayor luminosidad. Los contrasta con colores más fuertes, como el blanco de la ropa que se seca.

### Concentración en un tema principal.
Solo después de la boda creó su primera obra en lienzo. – Camino – que ocupa un lugar especial en su obra. Es la única imagen con su “H. Overbeck Rohte' firmada e inscrita 'Worpswede 99". Con las dimensiones de 78 × 92 cm siguió siendo su imagen más grande. Se muestra un paisaje a principios de la primavera. El camino transcurre entre una alta pendiente cubierta de algunos árboles y una estrecha franja de vegetación que asciende suavemente a la izquierda. En el fondo de la imagen desaparece detrás de una curva. La pintora concentra la mirada del espectador, procedente de una perspectiva ligeramente elevada, íntegramente sobre el camino a través de la delimitación lateral del talud y la franja verde. La imagen muestra claramente uno de sus elementos compositivos al representar paisajes: coloca un motivo más firmemente en la mirada del espectador, reduce el detalle del paisaje y se restringe a un motivo principal.

### Obra posterior
Hermine Overbeck-Rohte también tuvo su propio estudio en la casa Bröckener. No tuvo mucho tiempo para continuar con su pintura, porque la familia, la casa y el gran huerto exigían la mayor parte de su atención. En raros momentos capturó su entorno en los estudios, como en La entrada de nuestra casa en un día soleado de verano. El primer plano está completamente sombreado por los árboles que se encuentran en el lado derecho del camino. Los rayos del sol brillan a través del follaje y forman parches iridiscentes de luz y bañan partes de la entrada de la casa con una luz deslumbrante. Este sorprendente juego de luces y sombras ya está presente en sus estudios de Worpswede.
No existen estudios paisajísticos de Hermine Overbeck-Rohte de Davos, donde permaneció en un sanatorio. Cuando pintaba, probablemente hacía naturalezas muertas sin excepción. La Manzana en un cuenco de arcilla puede provenir de este período, pero se caracteriza por una representación particularmente reducida y la concentración en un solo objeto.
La vida de Hermine Overbeck-Rohte estuvo marcada por duras luchas por la independencia artística. El reconocimiento público era menos importante para ella que la oportunidad de interactuar continuamente con la naturaleza en la pintura. Dejó atrás una obra que tiene su propia independencia en comparación con las obras de Tina Blau y Fritz Overbeck. Su variada obra, que se creó principalmente durante un período de doce años, muestra su propio estilo artístico, que supo desarrollar a pesar de las adversidades familiares y las dudas sobre su talento.

## Legado
La Fundación Fritz and Hermine Overbeck fue fundada en Bremen-Vegesack en 1990 por iniciativa de su nieta Gertrud Overbeck. En 1991, las obras de Overbeck-Rohte, pinturas sobre lienzo, dibujos y acuarelas, se mostraron por primera vez en una exposición individual. En 2010, el museo de historia local de Sylt presentó cuadros con motivos de Sylt de Hermine Overbeck-Rohte y su esposo bajo el título ¡Aquí es tan maravilloso!. El Museo Overbeck de Vegesack, que cuida su patrimonio, mostró en 2011 una retrospectiva titulada Tu esposa, tu amiga, tu colega, tu todo .